# Neodartus vinulus
Neodartus vinulus är en insektsart som beskrevs av Carl Stål 1855. Neodartus vinulus ingår i släktet Neodartus och familjen dvärgstritar. Inga underarter finns listade i Catalogue of Life.